# زغبورة آكلة الإجاص
زغبورة آكلة الإجاص (الاسم العلمي:Stigmella pyrivora) هي نوع من الحشرات تتبع جنس الزغبورة من فصيلة السليلات.